# Nikola Milojević (piłkarz)
Nikola Milojević, cyr. Никола Милојевић (ur. 16 kwietnia 1981 w Mladenovacu) – serbski piłkarz występujący na pozycji bramkarza.

## Kariera
Nikola Milojević jest wychowankiem OFK Mladenovac. W latach 1999–2000 grał w Zemunie Belgrad. W 2000 roku odszedł do FK Bane 1931 Raška. Po 3 latach gry w tym klubie został zawodnikiem Hajduka Kula. Następnie w 2006 roku wyjechał do Portugalii, do Vitórii Setúbal. W 2010 roku powrócił do Serbii. W 2013 roku zakończył karierę.